# Казначейский корпус Валдайского Иверского монастыря
Казначейский корпус — памятник архитектуры. Расположен в Валдайском Иверском монастыре.
У прямоугольного в плане (34,5 × 10,9 м без пристроек) корпуса два этажа. Постройка исходно состояла из двух по сути раздельных зданий, связанных наружной галереей на втором этаже восточного фасада. В северной части было казнохранилище, в южной были казначей, эконом и прочие работники. Постройку возвели во второй половине 1680-х годов под руководством подмастерья Афанасия Фомина, отделку келий, в которых были и рабочие, и складские помещения, сделали в конце 1687 года. В описях 1739 и 1764 годов здание названо братскими кельями (планировка была переделана в начале XVIII века, были встроены продольные стены с печами, пристроено крыльцо и ретирады). Подобные черты — сочетание административных и складских помещений, два изолированных объёма в одном здании, изолированные помещения на этажах и объединяющая их галерея — делают здание редким образцом. Кроме того, оно было построено примерно одновременно с церквью Михаила Архангела и Михайловской башней, став для них объёмным, планировочным и фасадным связующим звеном. Здание перестраивалось и в XVIII, и в XIX веках.
В 1988, 1990 и 1992 годах здание исследовали и обмеряли, ещё одно исследование с реставрацией и приспособлением под кельи прошло в 2004—2006 годах. Поздняя планировочная схема при реставрации была сохранена, воссозданы первоначальные окна, двери и декор фасадов, санузлы и душевые были вынесены в отдельную пристройку (воссозданные с современными конструкциями «ретирады»). Деревянную галерею не восстановили, окраску произвели в общем стиле монастырского ансамбля без соответствия историческим данным.